# Proasellus ruffoi
Proasellus ruffoi là một loài chân đều trong họ Asellidae. Loài này được Argano & Campanero miêu tả khoa học năm 2004.